# Перемога (Могилёвская область)
Перемо́га (бел. Перамога) — упразднённая деревня в Могилёвском районе Могилёвской области Республики Беларусь. В составе Семукачского сельсовета.
Ныне урочище Перемога.

## География
Рядом железная дорога, недалеко остановочный пункт Хоново.
Ближайшие населённые пункты Новая Нива, Ямище и др.

## История
15 июля 2023 года деревня упразднена.

## Население

### Численность
- 2009 год — 2 жителей

### Динамика
- 2009 год — 2 жителей (перепись населения)